# Centre d'art contemporain Rosenthal
Le Centre d'art contemporain Rosenthal à Cincinnati, sur la rive gauche de l'Ohio (États-Unis) a été conçu par l'architecte Zaha Hadid.

## Description
Ce musée a choisi de rendre hommage à deux de ses mécènes les plus importants en choisissant leurs noms pour nommer le musée : le centre Lois et Richard Rosenthal pour l'art contemporain. Le Centre Rosenthal est le premier projet américain de Zaha Hadid.
Cette infrastructure est un tournant dans la vie professionnelle de Zaha Hadid car l'architecte s'était jusqu'à présent dédiée quasi exclusivement à la théorie. Zaha Hadid est la première femme architecte à avoir créé un musée d'art aux États-Unis avec le centre Rosenthal.
Ce musée a été salué par le critique d'architecture du New York Times Herbert Muschamp comme l'édifice le plus important construit aux États-Unis depuis la guerre froide.
Le musée s'intègre dans l'environnement extérieur, une rue banale sur la 6e rue de la ville de Cincinnati dans l'Ohio. Occupant entièrement une parcelle d'angle, le bâtiment semble reposer sur le concept d'un empilement de boîtes en porte-à-faux.
Les sols en béton coulé sur place paraissent se recourber vers l'entrée pour se transformer en murs. De volumineux escaliers d'acier laqué noir s'élèvent jusqu'à près de 30 m de hauteur jusqu'aux verrières. Chaque marche pèse 15 tonnes, poids maximum que les grues pouvaient transporter. Cet escalier, élément principal de circulation du musée, mène aux salles d'exposition et se révèle être un réel point d'attractivité.

### Chiffres
- Aire totale : 8 500 m2
- Étages : 7
- Coût du projet : 34 millions de dollars
- Début du chantier : mai 2001
- Fin du chantier : printemps 2003

## Récompenses
- 2004 : RIBA (Royal Institute of British Architects)
- 2005 : Chicago Athenaeum